# Santa Cruz, Atzalan
Santa Cruz är en ort i Mexiko.   Den ligger i kommunen Atzalan och delstaten Veracruz, i den sydöstra delen av landet, 220 km öster om huvudstaden Mexico City. Santa Cruz ligger 639 meter över havet och antalet invånare är 250.
Terrängen runt Santa Cruz är lite bergig, och sluttar norrut. Runt Santa Cruz är det ganska tätbefolkat, med 100 invånare per kvadratkilometer. Närmaste större samhälle är Martínez de la Torre, 18,9 km norr om Santa Cruz. I omgivningarna runt Santa Cruz växer i huvudsak städsegrön lövskog.